# Seleuș
Seleuș (en hongrois : Csigérszőllős) est une commune du județ d'Arad, Roumanie qui compte 3 044 habitants.
La commune est composée de 3 villages : Iermata, Moroda et Seleuș.

## Culture
D'après le recensement de 2011, la commune compte 3 044 habitants, en forte baisse par rapport au recensement de 2002 où elle en comptait 3 189.